# Dimmu Borgir
Dimmu Borgir (isländska: "mörka borgar" eller "mörka klipporna") är ett symfoniskt influerat norskt black metal-band som bildades 1993 av Stian Thoresen (Shagrath), Sven Atle Kopperud (Erkekjetter Silenoz) och Ian Kenneth Åkesson (Tjodalv). Gruppens namn, Dimmu Borgir kommer från namnet på en plats öster om Mývatn på Island, som sägs vara en port till helvetet.

## Historia
Dimmu Borgirs första EP, Inn I Evighetens Mørke, kom 1994 och senare samma år utgavs albumet For All Tid som var ett komplement till EP:n, vilken var slutsåld efter bara några veckor. På grund av att den sålde slut så fort släppte man skivan igen 1997 med färgat omslag,(första pressen var svart/vit) vilket gjorde att fler kunde skaffa skivan. I det första albumet spelade Shagrath trummor.  Bandet fick hjälp av medlemmar i Dødheimsgard och Ved Buens Ende för att kunna spela in albumet. Innan deras andra album, Stormblåst släpptes 1996, utökade bandet medlemslistan med två namn och var då fem personer i bandet. Stormblåst blev en milstolpe för bandet och en viktig del i black metal-historien. Denna skiva var också den sista som Dimmu Borgir gjorde med norsk sång. Bandet valde efter denna att börja skriva sina texter på engelska.
Efter Stormblåst gick det inte lika bra för bandet. Keyboardisten Stian Aarstad lämnade bandet för att göra lumpen i den norska armén, och var inte med och spelade in Devil's Path (1996). Han var dock med på Enthrone Darkness Triumphant. Under samma period hoppade basisten Brynjard Tristan och Stian Arnesen (Nagash) också av. Arnesen återkom däremot för att spela in albumet Enthrone Darkness Triumphant 1997, men eftersom han aldrig dök upp på spelningarna på Skandinavien-turnén till albumet slängdes han ut ur bandet. Utgivningen av Enthrone Darkness Triumphant, som var deras första album sedan de fått skivkontrakt med det tyska skivbolaget Nuclear Blast, blev en succé för bandet. 
Efter turnén till Enthrone Darkness Triumphant rekryterade bandet två nya medlemmar, Mustis på keyboard och Astennu på andra gitarr så att Shagrath skulle kunna koncentrera sig på sången. Dimmu Borgirs kommande två album, Spiritual Black Dimensions (1999) och Puritanical Euphoric Misanthropia (2001), hyllades och både skivor och biljetter till konserter och spelningar tog snabbt slut.
År 2003 bestämde bandet sig för att göra ett "minnesalbum" kallat Death Cult Armageddon. Delar av albumet spelades in tillsammans med "Prague Philharmonic Orchestra" för att höja de klassiska inslagen i musiken. Stormblåst spelades in ännu en gång 2005, med den nya trummisen Hellhammer från Mayhem. Man bytte då ut "Sorgens Kammer" mot "Sorgens Kammer Del II".
Dimmu Borgir släppte sedan albumet In Sorte Diaboli den 26 april 2007. Bandet meddelade den 31 augusti 2009, via sin hemsida och Myspace att Simen "ICS Vortex" Hestnaes, Øyvind "Mustis" Mustaparta och Dimmu Borgir går skilda vägar.. Trummis blev då Dariusz "Daray" Brzozowski. 
Bandet har sin största publik i Norden och Tyskland, men har också vunnit en hängiven publik efter sina turnéer i USA. Dimmu Borgir har släppt nio album, fem EP, fem singlar, en demo och tre filmer.
Bandets nionde studioalbum, Abrahadabra, släpptes den 26 september 2010 i Norden. Bandet turnerade därpå med de lediga positionerna fyllda av Geir "Gerlioz" Bratland från Apoptygma Berzerks på keyboard och Terje "Cyrus" Andersen från Susperia på bas. Ingendera av Gerlioz, Cyrus eller Daray anses vara officiella medlemmar av Dimmu Borgir. Innan bandet släppte Abrahadabra berättade Shagrath att Dimmu Borgir troligen aldrig kommer att ha mer än tre fasta medlemmar, detta då för många bandmedlemmar kan leda till gräl och skitsnack enligt honom. Shagrath, Silenoz och Galder är de tre fasta medlemmarna i Dimmu Borgir medan Gerlioz, Cyrus och Daray bara var med på livespelningar med Dimmu Borgir.
Nästan åtta år efter förra studioalbumet släpptes Dimmu Borgirs nästa skiva den 4 maj 2018. Eonian var bandets tionde studioalbum och en första singel, "Interdimensional Summit", gavs ut 23 februari samma år. 2018 firade Dimmu Borgir också 25 år som band.

## Medlemmar
Nuvarande medlemmar
- Shagrath (Stian Tomt Thoresen) – trummor (1993–1995), growl (1995– ), gitarr (1995–1997), keyboard (1996, 2009–2010), basgitarr (2005)
- Silenoz (Sven Atle Kopperud) – rytmgitarr (1993– ), growl (1993–1995, 2005), basgitarr (2005)
- Galder (Thomas Rune Andersen Orre) – sologitarr (2000– )

Tidigare medlemmar
- Tjodalv (Ian Kenneth Åkesson) – sologitarr (1993–1995), trummor (1995–1999)
- Brynjard Tristan (Ivar Tristan Lundsten) – basgitarr (1993–1996)
- Stian Aarstad – keyboard (1993–1997)
- Nagash (Stian André Arnesen) – basgitarr, keyboard, bakgrundssång (1996–1999)
- Astennu (Jamie Stinson) – sologitarr (1997–1999)
- Mustis  (Øyvind Mustaparta) – synthesizer, piano, flöjt, fiol (1998–2009)
- ICS Vortex (Simen Hestnæs) – basgitarr, sång (1999–2009)
- Nicholas Howard Barker – trummor (1999–2004)
- Archon (Lars Archon) – gitarr (2000)
- Hellhammer (Jan Axel Blomberg) – trummor (2005–2007)
- Snowy Shaw (Tommy Helgesson) – basgitarr, sång (2010)

Turnerande medlemmar
- Aldrahn (Bjørn Dencker Gjerde) – sång (1995)
- Tanja – basgitarr (1996)
- Jan-Petter Sandvik – gitarr (1996–1997)
- Agressor (Carl-Michael Eide) – trummor (1997)
- Kimberly Goss – keyboard (1997–1998)
- Reno Hilligsø Kiilerich – trummor (2004)
- Tony Laureano – trummor (2004–2005, 2007–2008)
- Jörgen Strandqvist – trummor (2006)
- Secthdamon (Odd Tony Ingebrigtsen) – basgitarr (2007)
- Daray (Dariusz Brzozowski) – trummor (2008– )
- Cyrus (Terje Andersen) – gitarr (2008), basgitarr (2010–2014)
- Gerlioz (Geir Bratland) – keyboard (2010– )
- Victor Brandt – basgitarr (2018– )

## Diskografi
Demo
- 1994 – August Rehearsal

Studioalbum
- 1994 – For all tid
- 1996 – Stormblåst
- 1997 – Enthrone Darkness Triumphant
- 1999 – Spiritual Black Dimensions
- 2001 – Puritanical Euphoric Misanthropia
- 2003 – Death Cult Armageddon
- 2005 – Stormblåst MMV (nyinspelning av originalet, innehåller en live-DVD)
- 2007 – In Sorte Diaboli
- 2010 – Abrahadabra
- 2018 – Eonian

Livealbum
- 2017 – Forces of the Northern Night
- 2019 – Live at Dynamo Open Air 1998

Video
- 2002 – World Misanthropy (2xDVD)
- 2008 – The Invaluable Darkness (2xDVD)

EP
- 1994 – Inn I Evighetens Mørke
- 1996 – Devil's Path
- 1998 – Godless Savage Garden
- 2001 – Alive in Torment
- 2002 – World Misanthropy

Singlar
- 2003 – "Progenies Of The Great Apocalypse"
- 2004 – "Vredesbyrd"
- 2007 – "In Sorte Diaboli - Sampler"
- 2007 – "The Serpentine Offering"
- 2007 – "The Sacrilegious Scorn"
- 2007 – "The Chosen Legacy"
- 2010 – "Gateways"
- 2011 – "Dimmu Borgir"
- 2018 – "Interdimensional Summit"

Annat
- 1997 – Live & Plugged Vol. 2 (delad VHS med Dissection)
- 1999 – Sons of Satan Gather for Attack (delad album med Old Man's Child)
- 2000 – True Kings of Norway (delad album: Emperor / Dimmu Borgir / Immortal / Arcturus / Ancient)
- 2003 – Devil's Path / In the Shades of Life (delad album med Old Man's Child)
- 2006 – Dimmu Borgir / Kataklysm (delad EP)
- 2014 – Titans of Symphonic Metal (delad album: Dimmu Borgir / Sonata Arctica / Avantasia)